# 주앙 베르나르두 비에이라
주앙 베르나르두 "니누" 비에이라(포르투갈어: João Bernardo "Nino" Vieira, 1939년 4월 27일~2009년 3월 2일)는 기니비사우의 대통령으로 1978년~1980년까지 총리를 역임하고 1980년~1984년, 1984년~1999년, 2005년~2009년까지 기니비사우의 대통령으로 재직하였으며 도중 기니비사우 내전이 발발했다.
그는 생전 대통령으로 직무하면서 스스로를 '신이 보내신 기니비사우의 선물'로 칭했던 것으로 알려져 있다.

## 어린 시절
포르투갈령 기니의 비사우 출생으로 1960년 루이스 데 알메이다 카르발이 이끄는 기니비사우 카보바르데 아프리카 독립당(PAIGC)에 가입했고 포르투갈에 대항하는 게릴라 부대의 핵심 일원이 되었다.

## 경력

### 초기 경력
포르투갈과의 독립 전쟁에서 독립군의 게릴라 지도자로 이름을 높였고 1972년 제헌 의회 형성을 위해 PAIGC가 주도하는 지역에서 국립 인민회의 위원장으로 임명되었고 1974년 포르투갈에서 카네이션 혁명으로 이스타두 노부 정권이 붕괴됨에 따라 PAIGC와 협상을 추진했다.
이전 1973년 동생 아밀카르 카브랄이 암살됨에 따라 1974년 9월 10일 루이스 데 알메이다 카브랄이 기니비사우의 초대 대통령이 되었고 1978년 9월 28일 비에이라는 총리로 2대 총리로 임명되었다.
하지만 1980년의 경제 상황은 정부에 대한 군부와 국민들의 불만을 일으켜 11월 14일 카보베르데의 PAIGC가 일으킨 무혈 쿠데타로 카브랄 정권이 붕괴되고 비에이라를 의장으로 한 9명의 군사위원회가 조직되어 비에이라가 대통령이 되었고 1984년 새 헌법에 따라 민간 정권으로 이전했다.
기니비사우는 1990년대 초반에는 사하라 이남의 다른 아프리카 국가들처럼 민주주의를 향해 나아가 1994년 7월 3일 다당제 대통령 선거를 실시해 46.2%의 득표율을 보였으나 과반수를 얻지 못해 8월 7일 다시 재투표를 해 52.02%의 득표율로 당선되어 9월 29일 취임했다.

## 내전
1998년 찬성 438표로 비에이라가 다시 대통령에 당선되자 6월 6일 안수마느 마네 상사가 이끄는 군부는 이를 반대하고 반란을 일으켜 기니-비사우 내전이 발발했으며 11월 평화 협정이 체결되어 1999년 선거를 위한 과도 정부가 수립되었다.
1998년 11월 27일 전국 인민회의의 지원자 69명이 비에이라의 사임을 요구했고 1999년 5월 6일 다시 비사우에서 내전이 발생했고 7월 비에이라의 군대가 대패함에 따라 비에이라는 포르투갈 대사관으로 대피해 포르투갈로 망명했으며 대통령은 마네 상사가 되고 5월 11일 PAIGC의 회장은 전 총리 마누엘 산트로니노 다 코스타로 교체되었다.

## 귀국
캄파라 라라 정권이 2003년 9월 군부 쿠데타로 붕괴된 후 2005년 4월 7일 포르투갈에서 비사우로 돌아와 5000명 이상의 지지자들이 응원을 보냈다. 그리고 다시 대통령 선거에 출마를 결정했고 1985년에 저지른 살인, 쿠데타 혐의가 의심되었지만 2005년 5월 대법원의 판결에서 무죄로 판명되었다.
6월 19일 예비 투표에서 28.87%로 2위를 차지했고 7월 24일 공식 투표에서 52.45%의 득표율로 10월 1일 다시금 대통령에 취임했다. 10월 28일에는 자신의 정치적 안정성을 유지하기 위해 정적이던 총리 카를로스 고메스의 내각을 해체한 뒤 11월 2일 자신의 정치적 동맹자인 아리스티데스 고메스를 새 총리로 임명했다.
2007년 4월 9일에는 마르티뉴 느다파 카디가 새 총리로 임명되었고 임시적으로 임명된 인민회의의 카를로스 코레이아의 내각을 해산시키고 2008년 8월 5일 카디를 총리로 대체했다.

## 암살

### 2008년 11월의 암살 미수
2008년 11월 의회 선거 직후 PAIGC 의원이 의석 대다수를 차지하자 일부 병사들이 11월 23일 비에이라의 고향 마을이 비사우를 공격해 대포를 발사하며 3시간 동안 교전을 벌였다.
하지만 결국 비에이라에게 가기도 전에 격퇴당했고 쿠데타는 실패로 끝났다.

### 2009년 3월의 암살
2009년 3월 2일 자택에서 비에이라는 참모총장이자 자신의 정적이던 바티스타 타그메나 와이와 함께 폭탄이 터져 암살당했다. 사후 앙골라 외교관이 그의 아내를 데리고 앙골라 대사관에서 안전하게 보호했으며 기니비사우 국방부는 대통령의 암살에 대한 책임 의식을 밝혔으며 암살에 대한 개입 의혹에 대해 부인하고 있다.
3월 10일 비사우에서 장례식이 치러졌고 국민 인민회에서 열린 장례식에서 그의 딸 엘레사 비에이라는 폭력에 종지부를 찍기를 촉구했다.

## 역대 선거 결과
| 선거명      | 직책명              | 대수 | 정당                                  | 1차 득표율 | 1차 득표수 | 2차 득표율 | 2차 득표수 | 결과 | 당락 |
| ----------- | ------------------- | ---- | ------------------------------------- | ---------- | ---------- | ---------- | ---------- | ---- | ---- |
| 1984년 선거 | 기니비사우의 대통령 | 2대  | 기니비사우-카보베르데 아프리카 독립당 | 단독후보   | 무투표     |            |            | 1위  |      |
| 1989년 선거 | 기니비사우의 대통령 | 2대  | 기니비사우-카보베르데 아프리카 독립당 | 95.80%     | 214,201표  |            |            | 1위  |      |
| 1994년 선거 | 기니비사우의 대통령 | 2대  | 기니비사우-카보베르데 아프리카 독립당 | 46.20%     | 142,577표  | 52.00%     | 161,083표  | 1위  |      |
| 2005년 선거 | 기니비사우의 대통령 | 2대  | 무소속                                | 28.87%     | 128,918표  | 52.35%     | 216,167표  | 1위  |      |

## 같이 보기
- 기니비사우의 대통령